# 局域网

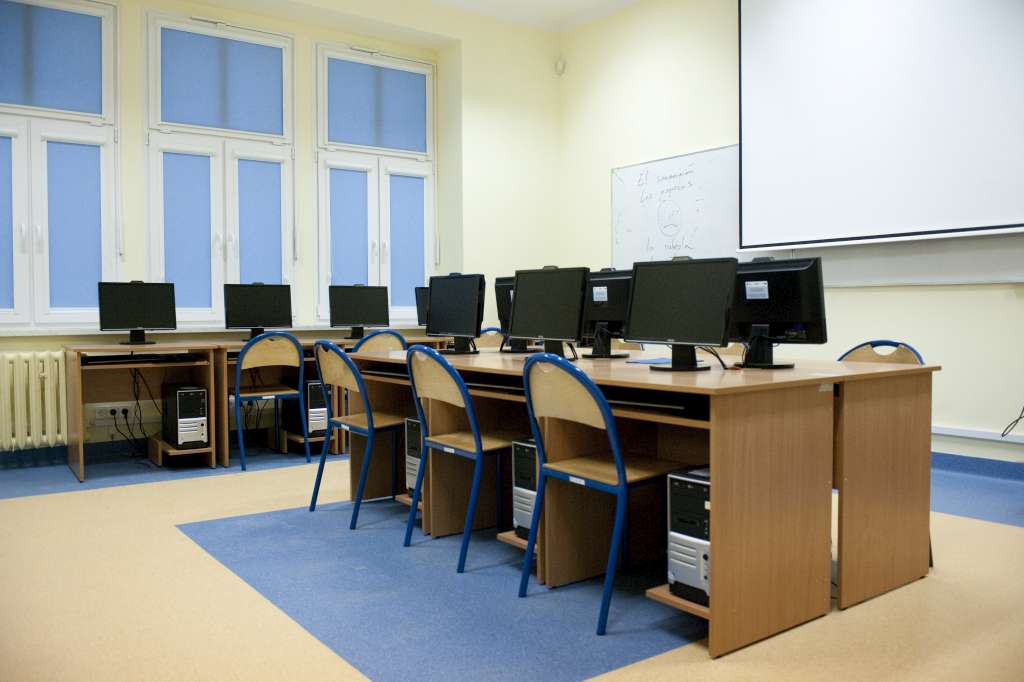
區域網路的房間

區域網絡（英語：Local area network，簡稱LAN）是連接住宅、學校、實驗室、大學校園或辦公大樓等有限區域内電腦的電腦網路 。相比之下，广域网（WAN）通常覆盖较大的地理距离，而且还通常涉及固接專線和对于互联网的链接；互联网则更为广阔，连接全球商业網絡和个人电脑。
在历经使用了链式局域网、令牌环与AppleTalk技术后，以太网和Wi-Fi（无线网络连接）是现今局域网最常用的两项技术。

## 历史
二十世纪60年代末，随着计算机在大学和实验室中的普及和日益需求，高效沟通各计算机的联网式思维应运而生。 1970年来自劳伦斯伯克利国家实验室的「章鱼」网络详细报告给出了很好的印证。
20世纪70年代出现了一系列的具有实验性的或早期商业性的局域网技术。 1974年剑桥大学着手研造剑桥环。 1973年–1975年帕羅奧多研究中心开始研发以太网 ，并提交为美國專利第4,063,220号美國專利 4,063,220。 1976年， 罗伯特·梅特卡夫和大卫·博格斯在PARC落实这项计划后发表了一份带有导向前瞻性的论文，「以太网：分包传递的局域计算机网络」。 1976年Datapoint公司开始研发链式局域网，并于1977年展出。 同年即在纽约的大通曼哈顿银行开始商业试行。
随着二十世纪70年代晚期CP/M操作系统带来的个人计算机的发展和扩散，再到1981年开始普及的DOS系统，许多节点扩展出几十个甚至数以百计的计算机。 最初只是为了共享在当时昂贵的電腦數據存貯器和打印机，从而驱动网络的出现。大约从1983年起的几年间内这个新兴概念开始火热起来，当时计算机行业专家每年都会展望，称即将到来的那一年为「局域网之年」。

在实践中，由于大面积扩展中物理层和网络传输协议不统一而出现的不相容性，以及繁杂的资源共享模式，使得局域网发展坎坷。 一般来说，每个供应商都有其类型独特的网卡、布线、协议和网络操作系统。 而Novell NetWare由于提供平台支持以及对几十种兼容性差的电缆间进行的互相认证，使得问题得到了基本解决，然而其复杂度远超同期大多数市面上的操作系统。 1983年刚出现的Netware就一度就主导了当时个人计算机局域网的业务，直至1990年代中期才被微软开发的Windows NT高级服务器和Windows工作组（Windows 3.1组件）所代替。
对于与NetWare的同期竞争者，只有Banyan Vines有与之媲美的技术水平，但Banyan却未获得安全权限。 微软与3Com合作完成了一个简单的网络操作系统，也就是后来3Com's的3+Share，Microsoft的LAN Manager以及IBM的LAN Server各家的原型，但这些都没达到既定目标。
同一时间， Unix工作站使用TCP/IP协议族网络，虽然至今市场份额有限，但其相关技术对Linux和苹果Mac OS X的网络有着不可或缺的影响力——况且TCP/IP协议早已取代 互联网分组交换协议（IPX）, AppleTalk，与NetBIOS Frames協定（NBF）等其他协议并应用于早期的局域网范畴。

## 机理
局域网（Local Area Network, LAN），又称內網。指覆盖局部区域（如办公室或楼层）的计算机网络。按照网络覆盖的区域（距離）不同，其他的网络类型还包括个人网、城域网、广域网等。
早期的局域网网络技术都是各不同厂家所专有，互不兼容。后来，電機電子工程師學會推动了局域网技术的标准化，由此产生了IEEE 802系列标准。这使得在建设局域网时可以选用不同厂家的设备，并能保证其兼容性。这一系列标准覆盖了双绞线、同轴电缆、光纤和无线等多种传输媒介和组网方式，并包括网络测试和管理的内容。随着新技术的不断出现，这一系列标准仍在不断的更新变化之中。
以太网（IEEE 802.3标准）是最常用的局域网组网方式。以太网使用双绞线作为传输媒介。在没有中继的情况下，最远可以覆盖200米的范围。最普及的以太网类型数据传输速率为100Mb/s，更新的标准则支持1000Mb/s和10Gb/s的速率。
其他主要的局域网类型有令牌环和FDDI（光纤分布数字接口，IEEE 802.8）。令牌环网络采用同轴电缆作为传输媒介，具有更好的抗干扰性；但是网络结构不能很容易的改变。FDDI采用光纤传输，网络带宽大，适于用作连接多个局域网的骨干网。
近两年来，随着802.11标准的制定，无线局域网的应用大为普及。这一标准采用2.4GHz 和5.8GHz 的频段，数据传输速度最高可以达到300Mbps和866Mbps。
局域网标准定义了传输媒介、编码和介质访问等底层（一二層）功能。要使数据通过复杂的网络结构传输到达目的地，还需要具有寻址、路由和流量控制等功能的网络协议的支持。TCP/IP（传输控制协议/互联网络协议）是最普遍使用的局域网网络协议。它也是互联网所使用的网络协议。其他常用的局域网协议包括，IPX、AppleTalk等。

## 无线媒体
在无线 LAN 中，用户可以在覆盖区域内不受限制地移动。无线网络因其易于安装而在住宅和小型企业中流行起来。大多数无线局域网都使用 Wi-Fi，因为它内置于智能手机、平板电脑和笔记本电脑中。客人通常可以通过热点服务上网。

## 参看
- 城域网（MAN）
- 廣域網路（WAN）
- 以太网
- 无线局域网
- 网络协议
- 社區網路